# Patricia Wettig
Patricia Wettig (nacida el 4 de diciembre de 1951 en Cincinnati, Ohio, Estados Unidos) es una actriz de cine y televisión graduada en el Golden West College.
Actuó en la serie de ficción Prison Break como vicepresidenta de los Estados Unidos y posteriormente como la presidenta de ese mismo país. Sin embargo luego se retira de ese puesto.
Actualmente actúa como Holly Horper en la premiada serie Brothers & Sisters.